# Санта-Клара (Нью-Йорк)
Санта-Клара (англ. Santa Clara) — місто (англ. town) в США, в окрузі Франклін штату Нью-Йорк. Населення — 332 особи (2020).

## Демографія
Згідно з переписом 2010 року, у місті мешкало 345 осіб у 151 домогосподарстві у складі 95 родин. Було 850 помешкань
Расовий склад населення:
| - 98,3 % — білих - 0,9 % — корінних американців - 0,3 % — чорних або афроамериканців |

До двох чи більше рас належало 0,6 %. Частка іспаномовних становила 0,0 % від усіх жителів.
За віковим діапазоном населення розподілялося таким чином: 19,4 % — особи молодші 18 років, 61,2 % — особи у віці 18—64 років, 19,4 % — особи у віці 65 років та старші. Медіана віку мешканця становила 50,4 року. На 100 осіб жіночої статі у місті припадало 113,0 чоловіків;  на 100 жінок у віці від 18 років та старших — 115,5 чоловіків також старших 18 років.
Середній дохід на одне домашнє господарство  становив 100 627 доларів США (медіана — 85 625), а середній дохід на одну сім'ю — 104 174 долари (медіана — 91 875). Медіана доходів становила 36 641 долар для чоловіків та 49 583 долари для жінок. За межею бідності перебувало 7,0 % осіб, у тому числі 25,9 % дітей у віці до 18 років та 1,4 % осіб у віці 65 років та старших.
Цивільне працевлаштоване населення становило 197 осіб. Основні галузі зайнятості: освіта, охорона здоров'я та соціальна допомога — 23,9 %, мистецтво, розваги та відпочинок — 16,2 %, науковці, спеціалісти, менеджери — 14,7 %.